# Eiga Yo-kai Watch: tanjō no himitsu da nyan!
Eiga Yo-kai Watch: tanjō no himitsu da nyan! (映画 妖怪ウォッチ 誕生の秘密だニャン!?, Eiga Yōkai Wotchi: tanjō no himitsu da nyan!), è un film d'animazione giapponese del 2014 diretto da Shigeharu Takahashi e Shinji Ushiro basato sulla serie di videogiochi Yo-kai Watch.

## Trama
Una notte, i malvagi Yo-kai Pina e Gina rubano lo Yo-kai Watch di Nate Adams per aiutare la loro padrona Decadama a impedire che gli umani e Yo-kai diventino amici! Poi incontra Meganyan, che gli dice che  Yo-Kai è reale. Lui e l'equipaggio si dirigono verso la nonna di Nate, incontrano un'ombra e la inseguono, ma senza successo. Meganyan ritorna, chiedendo di estrarre il tappo nel suo corpo, il tappo che sopprime la sua energia. Nate decide di non estrarlo e chiede a Jibanyan e Whisper di tirarlo fuori per lui, ma senza successo.
Nate lo tira fuori, e lui e la squadra  si coprono di fumo rosa. Trovano aiuto da Yo-kai Hovernyan - e usa una pietra del tempo per riportare Nate, Whisper e Jibanyan indietro nel tempo di  60 anni  quando lo Yo-kai Watch fu inventato per la prima volta dal nonno di Nate, Nathaniel, da bambino. Decadama ne parla e cerca un piano per spingere il mondo umano più lontano dal mondo Yo-kai. Insieme, i due ragazzi combattono Decadama e i suoi perfidi servitori gli Yo-kai spettrali per salvare il mondo dai suoi piani malvagi.

## Distribuzione
In Giappone venne distribuito dalla Toho nel 2014, negli Stati Uniti d'America dalla Fathom Events, nel Regno Unito, Germania, Paesi Bassi e Scandinavia da Universal Pictures e in Spagna da Selecta Vision.